# Bolaños de Calatrava
Bolaños de Calatrava és un municipi de la província de Ciudad Real a la comunitat autònoma de Castella-la Manxa. Està situat a la comarca del Camp de Calatrava, a 27 km de Ciudad Real. Té una superfície de 88 km² i una població de 12117 habitants (cens de 2006). El codi postal és 13260. Limita a 4 km a l'oest d'Almagro, al nord-oest amb Torralba de Calatrava, a 14 km, amb Daimiel al nord a 17 km Moral de Calatrava al sud.